# Consuelo Martínez Fernández
Consuelo Martínez Fernández, coneguda com a Chelo Martínez, (Huelva, 14 de gener de 1960) és una jugadora de bàsquet espanyola, ja retirada.
Als catorze anys, va traslladar-se a Mallorca on va practicar bàsquet i atletisme al col·legi Sant Josep Obrer. En atletisme, va guanyar diversos campionats de Balears i va participar en el campionat d'Espanya de cross. En bàsquet, va jugar en la posició d'aler debutant a la primera divisió de la Lliga espanyola al Flavia la temporada 1977-78. Posteriorment, va jugar al Picadero JC, CB CIBES, CB Betània-Patmos, Complutense Alcalá, RC Canoe, amb el qual va aconseguir dues lligues, Tintoretto i El Almendro. Internacional amb la selecció espanyola de bàsquet en dotze ocasions, va participar al Campionat d'Europa de 1983. També va disputar tres partits amb la selecció catalana el 1982.

## Palmarès
- 2 Lligues espanyoles de bàsquet femenina: 1984-85, 1985-86